# Glochidion taitense
Glochidion taitense är en emblikaväxtart som beskrevs av Henri Ernest Baillon och Johannes Müller Argoviensis. Glochidion taitense ingår i släktet Glochidion och familjen emblikaväxter. IUCN kategoriserar arten globalt som livskraftig. Inga underarter finns listade i Catalogue of Life.